# Molen Van Steenbergen
De Molen Van Steenbergen is een windmolenrestant in de Antwerpse plaats Oud-Turnhout, gelegen aan de Steenweg op Mol 77.
Deze ronde stenen molen van het type beltmolen fungeerde als korenmolen.

## Geschiedenis
Van 1403-1505 werd gemalen met een watermolen op de Aa. In 1506 werd deze vervangen door een iets oostelijker opgestelde standerdmolen die in 1551 en 1596 werd vervangen door een nieuwe standerdmolen. In 1905 werd deze op zijn beurt vervangen door een ronde stenen beltmolen. In 1953 werden wiekenkruis en kap verwijderd. Enkel wat balkwerk en een enkele molensteen herinneren nog aan de vroegere functie.
In het molenaarshuis werd een herberg ingericht.